# John O. Olsson
John Olof Olsson, född 11 maj 1942 i Kilafors, är en svensk filmfotograf, filmregissör, manusförfattare och filmproducent.
Han studerade vid Konstfack 1965–1968, Svenska Filminstitutets Filmskola 1968–1970 och Dramatiska Institutet 1970–1971.
John O. Olsson är sedan 1983 gift med Agneta Fagerström-Olsson. I ett förhållande med scenografen Anna Asp har han dottern Frida Asp.

## Regi i urval
- 1980 – Blomstrande tider
- 1985 – Jonny Roova
- 1986 – Hårga
- 1988 – Fordringsägare
- 1991 – Här har ju inte ens Ernst Rolf spelat
- 2005 – Break Even
- 2006 – Möbelhandlarens dotter
- 2015 – Miraklet i Viskan

## Filmmanus i urval
- 1980 – Blomstrande tider
- 1985 – Jonny Roova
- 1986 – Hårga
- 1997 – Vildängel
- 1999 – Lusten till ett liv
- 2005 – Break Even
- 2015 – Miraklet i Viskan

## Producent i urval
- 1996 – Stålbadet
- 1997 – Vildängel
- 1999 – Lusten till ett liv
- 2000 – Blodsvägen
- 2000 – Joakim & Jasmine
- 2000 – Knockout
- 2015 – Miraklet i Viskan

## Filmfoto i urval
- 1974 – Fimpen
- 1975 – Kom till Casino
- 1985 – Den tragiska historien om Hamlet – prins av Danmark (TV-serie)
- 1986 – Seppan
- 1986 – Hårga
- 1987 – Undanflykten
- 1988 – Fordringsägare
- 1990 – Hjälten
- 1991 – Sista vinden från Kap Horn
- 1992 – Vi ses i Kraków
- 1993 – Kärlekens himmelska helvete
- 2000 – Knockout
- 2006 – Möbelhandlarens dotter
- 2007 – Järnets änglar
- 2009 – Wallander – Skytten
- 2010 – Wallander – Dödsängeln
- 2012 – Prime Time
- 2012 – Studio Sex
- 2012 – Den röda vargen
- 2015 – Miraklet i Viskan